# 多尼戈爾凱爾特足球會
多尼戈爾凱爾特足球會(Donegal Celtic)是一支位於北愛爾蘭貝爾法斯特的職業足球會，目前於北愛爾蘭超級足球聯賽角逐。

## 外部連結
- Club information at IFA site（页面存档备份，存于）
- Donegal Celtic Ladies